# Viswanathan Anand
Viswanathan "Vishy" Anand (en tamil, விஸ்வநாதன் ஆனந்த், Visvanātaṉ Āṉant; Mayiladuthurai, Chennai, Tamil Nadu, 11 de diciembre de 1969) es un Gran Maestro indio de ajedrez y decimoquinto Campeón del mundo de ajedrez desde 2007 a 2013.
El 24 de diciembre de 2000 se proclamó campeón del mundo de ajedrez de la FIDE tras vencer en la final a Alexéi Shírov. Perdió el título en 2002, tras caer en semifinales frente a Vasili Ivanchuk, que a su vez perdió la final frente a Ruslán Ponomariov.
Al ganar el Campeonato Mundial de Ajedrez 2007 se convirtió en el campeón mundial indiscutido de la especialidad, título que revalidó en octubre de 2008 al vencer al ruso Vladimir Krámnik en un encuentro a doce partidas en el que se impuso por un marcador de 6,5 a 4,5; en mayo de 2010 al derrotar al búlgaro Veselin Topalov también a doce partidas, con un marcador de 6,5 a 5,5.; y en mayo de 2012 al derrotar a Boris Gelfand. Finalmente perdió el título en 2013 ante el noruego Magnus Carlsen por un marcador de 6.5-3.5 puntos.
Es el primer campeón mundial de ajedrez de la India y, junto a Robert James Fischer, uno de los únicos ajedrecistas no soviéticos en conquistar el título mundial entre Botvínnik (1948) y la era moderna.
Fue además el primer campeón del mundo en obtener el título bajo tres formatos distintos:
en 2000 mediante el sistema de eliminación directa,
en 2007 por sistema de liga a doble vuelta,
y en 2008, 2010 y 2012 en encuentros directos contra el retador.
Es una celebridad en la India, donde ha sido elegido deportista del año en múltiples ocasiones. Anand se convirtió en el primer Gran Maestro de la India y su máximo Elo alcanzado fue de 2817. Aunque reside actualmente en Chennai, durante muchos años vivió en la localidad española de Collado Mediano, cerca de Madrid por lo que habla español de forma fluida.

## Biografía
Viswanathan Anand nació el 11 de diciembre de 1969 en Chennai, Tamil Nadu, India, donde creció. Su padre Krishnamurthy Viswanathan, director general retirado de Southern Railways, había estudiado en Jamalpur, Bihar, y su madre Sushila era ama de casa, aficionada al ajedrez y una influyente socialité. Anand es el menor de tres hermanos. Es 11 años menor que su hermana y 13 años menor que su hermano. Su hermano mayor, Shivakumar, es gerente de Crompton Greaves en India y su hermana mayor, Anuradha, es profesora en Estados Unidos en la Universidad de Míchigan.
Anand comenzó a aprender ajedrez desde los seis años con su madre Sushila, pero aprendió las complejidades del juego en Manila, donde vivió con sus padres desde 1978 hasta los años 80, mientras su padre trabajaba como consultor por los Ferrocarriles Nacionales de Filipinas. Estudió en la Don Bosco Matriculation Higher Secondary School, en Egmore, Chennai, y obtuvo una licenciatura en Comercio de Loyola College, Chennai .
Anand se casó con Aruna en 1996 y tiene un hijo, Akhil, nacido el 9 de abril de 2011, y se llama en la forma patronímica tradicional Anand Akhil.
En agosto de 2010, Anand se unió a la junta directiva de Olympic Gold Quest, una fundación para promover y apoyar a los deportistas de élite de la India y a los potenciales jóvenes talentos. El 24 de diciembre de 2010, Anand fue el invitado de honor en los terrenos de la Universidad de Guyarat, donde 20.486 jugadores crearon un nuevo récord mundial de ajedrez simultáneo en un solo lugar.
Anand ha sido considerado una persona sencilla con reputación de abstenerse de estratagemas políticas y psicológicas y, en cambio, se centra en su juego. Esto lo ha convertido en una figura muy querida en todo el mundo del ajedrez durante dos décadas, como lo demuestra el hecho de que Garry Kasparov, Vladímir Krámnik y Magnus Carlsen, de los cuales los dos primeros fueron rivales por el Campeonato Mundial durante la carrera de Anand, cada uno lo ayudó en sus preparativos para el Campeonato Mundial de Ajedrez 2010. Anand a veces se conoce como el "Tigre de Madrás".
Anand fue el único deportista invitado a la cena ofrecida por el primer ministro indio Manmohan Singh para el presidente de Estados Unidos, Barack Obama, el 7 de noviembre de 2010.
A Anand se le negó un doctorado honorario de la Universidad de Hyderabad debido a la confusión sobre su estado de ciudadanía; sin embargo, más tarde Kapil Sibal, ministro de Desarrollo de Recursos Humanos de la India, se disculpó y dijo: "No hay ningún problema al respecto, ya que Anand acordó aceptar el título en un momento conveniente dependiendo de su disponibilidad". Según The Hindu, Anand finalmente se negó a aceptar el doctorado.

## Carrera
Anand es un ajedrecista muy completo, que no tiene un estilo fijo, y que posee un repertorio muy rico y flexible. Tiene fama de ser un extraordinario jugador de partidas rápidas y, ciertamente, en varias partidas de torneo se le ha visto consumiendo mucho menos tiempo del que, como término medio, gastan sus rivales.
En 1991 logró su primer triunfo importante al ganar el torneo Reggio Emilia por delante de Kaspárov y Kárpov entre otros.
Anand ha conquistado numerosos torneos y premios internacionales. Entre ellos, el prestigioso Óscar del Ajedrez que ha ganado en 6 ocasiones (1997, 1998, 2003, 2004, 2007 y 2008).
Anand es el único jugador que ha ganado el super torneo de Wijk aan Zee (Corus 1989-2010) cinco veces. Él es el primer jugador que ha logrado victorias en cada uno de los tres grandes supertorneos de ajedrez:  Corus/Wijk aan Zee (1989, 1998, 2003, 2004, 2006), Linares (1998, 2007, 2008) y Dortmund (1996, 2000, 2004).
Hasta 2008 ha ganado el Torneo Internacional de Ajedrez Ciudad de Villarrobledo en cuatro ocasiones, siendo el ajedrecista que más veces lo ha conseguido.

### Campeonatos juveniles
El primer impacto serio de Anand en el ajedrez indio fue como un joven de 14 años, ganando el Campeonato Nacional Sub-Junior 1983-84 con un puntaje perfecto de 9/9 puntos. Desde 1983 hasta 1986 fue el campeón Nacional Junior (menores de 19 años), y en 1984 y nuevamente en 1985 ganó el Lloyd’s Bank Junior Championship. También en 1984 y nuevamente en 1985, Anand ganó el Campeonato Junior de Asia (menores de 19 años), el más joven en alcanzar esta distinción. Anand culminó su carrera como júnior ganando el Campeonato mundial juvenil de ajedrez de 1987.

## Campeonatos nacionales
Ganó el Campeonato Nacional de la India en 1986, 1987 y 1988.

## Campeonatos continentales
En 1986 ganó el Campeonato Internacional Árabe-Asiático de Ajedrez. En 1989 ganó el segundo Campeonato Asiático de Ajedrez Activo, celebrado en Hong Kong. En 1990 ganó el Campeonato Abierto de Ajedrez de Asia en Manila.

## Campeonatos mundiales

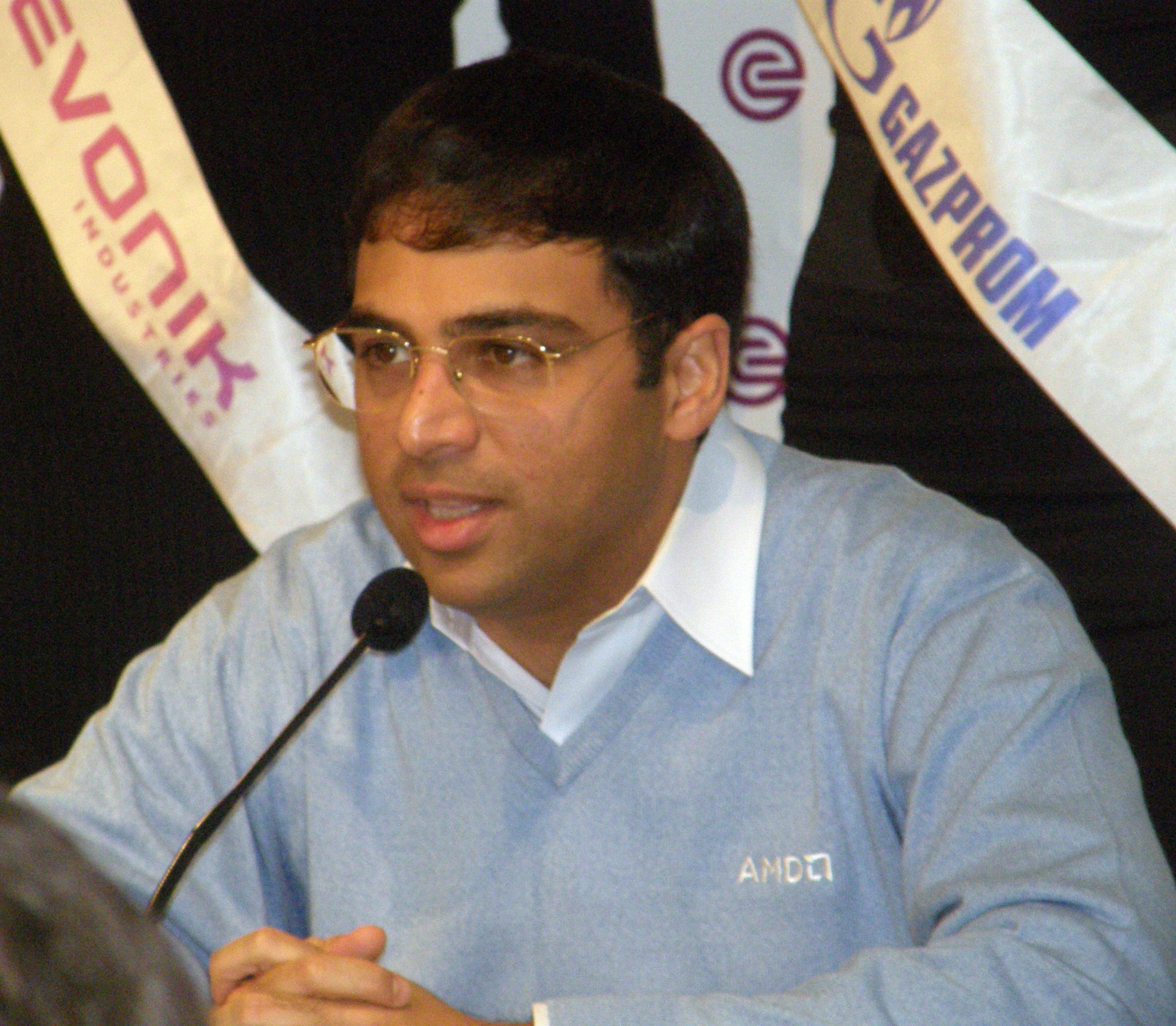
World Chess Championship 2008. News conference. Viswanathan Anand.

Anand ha jugado varios ciclos mundiales.
En la primera arremetida de Anand en el Ciclo del Campeonato del Mundo, perdió en los cuartos de final frente a Anatoli Karpov, subcampeón 1990.
En 1995 se enfrentó a Gari Kaspárov por la corona mundial versión PCA en el World Trade Center de Nueva York.
En el Campeonato Mundial de Ajedrez 1996 (FIDE), Anand perdió su partido de cuartos de final frente a Kamsky, quien llegó a perder el partido del Campeonato contra Karpov.
En 1997, Anand ganó los partidos de knock-out en Groningen por una oportunidad para desafiar a Karpov, Campeón del Mundo FIDE. A pesar de que venía a través de una campaña extremadamente ardua de 31 partidos en 30 días, Anand fue capaz de empatar el partido regular, forzando un desempate rápido. Sin embargo, el playoff fue ganado por Karpov, lo que le permitió defender su campeonato de la FIDE.
En el año 2000, en un torneo celebrado en Teherán, Anand derrotó en la final a Alexei Shirov, proclamándose así en el primer campeón mundial de ajedrez no ruso tras 25 años, título que no pudo defender en el Campeonato Mundial de Ajedrez 2001/02 (FIDE), pues perdió en semifinales frente a Ivanchuk, quien a su vez perdería la final frente a Ponomariov, quien obtuvo el título de Campeón. Anand no compitió en el Campeonato Mundial de Ajedrez 2004 (FIDE).
En el Campeonato Mundial de Ajedrez 2005 (FIDE) celebrado en San Luis (Argentina), Anand terminó empatado en el segundo lugar con Peter Svidler. Sobre la base de sus resultados en San Luis, Anand se sembró directamente en el Campeonato Mundial de Ajedrez 2007, un torneo de 8 participantes a doble vuelta, el cual ganó y se proclamó Campeón a partir del 29 de septiembre de 2007, por lo tanto, sucedió a Kramnik como el poseedor del título del Campeonato del Mundo unificado y se convirtió en el decimoquinto Campeón Mundial de Ajedrez.
Vishwanathan Anand puso su título en juego frente a Vladimir Krámnik en el Campeonato Mundial de Ajedrez 2008, el que terminó el día 29 de octubre con el triunfo de Anand, reteniendo exitosamente su corona, al igual que en el Campeonato Mundial de Ajedrez 2010 al vencer a Topalov después de ganar el 12° y último juego clásico el 11 de mayo de 2010. En mayo de 2012 se enfrentó a Boris Gelfand para defender otra vez su título,  el que nuevamente retuvo, ganando el desempate a juego rápido después de empatar los juegos clásicos.

### Campeonato Mundial de Ajedrez 1993 (FIDE)
La primera arremetida de Anand en el Ciclo del Campeonato del Mundo se produjo durante el último de los ciclos tradicionales de la FIDE que se habían establecido después de la Segunda Guerra Mundial, aunque un ciclo reducido al final por la separación de Kasparov de la FIDE en 1993. Anand comenzó su campaña al Campeonato del mundo de ajedrez ganando la medalla de oro en el Campeonato Zonal de Asia 1990, clasificatorio para el Interzonal de Manila de finales de ese año. Él llegó tercero en ese Interzonal, un punto por detrás de los colíderes Vassily Ivanchuk y Boris Gelfand, de este modo clasificó para los encuentros de candidatos. En 1991, se enfrentó y derrotó a Alexey Dreev en Madrás en la primera ronda de los encuentros de candidatos, pero perdió frente a Anatoli Karpov en Bruselas, en los cuartos de final.

### Campeonato Mundial de Ajedrez 1995 (Clásico). El partido contra Kaspárov
En 1995 "Vishy", como se le conoce familiarmente en el mundo ajedrecístico, se enfrentó a Gari Kaspárov por la corona mundial versión PCA.
En diciembre de 1993 con 7,5 puntos obtuvo el primer lugar empatado con Michael Adams en el torneo interzonal de la PCA en Groningen, el torneo suizo más fuerte jugado hasta ese momento. En el Torneo de Candidatos de la PCA, derrotó a Oleg Romanishin 5 a 2 en un partido al mejor de 8 partidas celebrado en Nueva York en 1994, y luego siguió poco después con una demolición decisiva de 5,5 a 1,5 sobre Adams en Linares en la semifinal. En Las Palmas en 1995, derrotó a Gata Kamsky en la final por el derecho a batirse con Garry Kasparov por el Campeonato Mundial de Ajedrez 1995 (Clásico). El encuentro tuvo lugar en el World Trade Center de Nueva York en septiembre y octubre de 1995. Tras una serie inicial de 8 tablas, Anand se anotó la victoria en la novena partida, pero luego perdió 4 de las 5 siguientes. Al final Kaspárov retuvo el título tras vencer por 10,5 a 7,5 (+4 =13 -1).

### Campeonato Mundial de Ajedrez 1996 (FIDE)
También en 1993, disputó el Torneo Interzonal de Biel 1993 de la FIDE, llegando 10.º en una competición bien estrecha, sin embargo clasificó para el Torneo de Candidatos del Campeonato Mundial de Ajedrez 1996 (FIDE). En este ciclo de la FIDE, Anand perdió su partido de cuartos de final frente a Kamsky, quien llegó a perder el partido del Campeonato Mundial de Ajedrez 1996 (FIDE) contra Karpov.

### Campeonato Mundial de Ajedrez 1998 (FIDE), el partido contra Karpov.
El Campeonato Mundial de Ajedrez 1998 (FIDE) fue disputado en enero en la ciudad de Lausana.
En 1997, Anand ganó los partidos de knock-out en Groningen por una oportunidad para desafiar a Karpov, Campeón del Mundo FIDE, derrotando a Predrag Nikolic 2 a 0, a Alexander Khalifman 3,5 a 2,5 (en el desempate rápido y relámpago), a Zoltan Almasi 2 a 0, a Alexey Shirov 1,5 a 0,5, a Boris Gelfand 1,5 a 0,5, y a Adams 5 a 4 en un reñido desempate de muerte súbita. En el ciclo 1998, la FIDE sembró polémicamente al reinante campeón Karpov directamente en la final contra el ganador de las siete rondas de eliminación simple del Torneo de Candidatos. A pesar de que venía a través de una campaña extremadamente ardua de 31 partidos en 30 días, Anand fue capaz de empatar el partido regular 3 a 3, forzando un desempate rápido. Sin embargo, el playoff fue ganado 2 a 0 por Karpov, lo que le permitió defender su campeonato de la FIDE tras vencer por 5 a 3 (+4 =2 -2).

### Campeonato Mundial de Ajedrez 2000 (FIDE), la final contra Shirov
En el año 2000, en un torneo celebrado en Teherán, entre el 20 y el 27 de diciembre, Anand derrotó en la final a Alexei Shirov por 3,5 a 0,5 (+3 =1 -0),  proclamándose así Campeón Mundial de Ajedrez de la FIDE, después de derrotar a Viktor Bologan, a Smbat Gariginovich Lputian, a Bartlomiej Macieja, a Khalifman, y a Adams en las rondas preliminares.
En la última partida, y con piezas blancas, Anand ganó tras 41 movimientos de una Defensa francesa y se convirtió en el primer campeón no ruso tras 25 años.

### Campeonato Mundial de Ajedrez 2001/02 (FIDE)
Anand no pudo defender su título en el Campeonato Mundial de Ajedrez 2001/02 (FIDE) celebrado en Moscú (Rusia) entre el 8 y el 14 de diciembre de 2001. Sólo llegó a semifinales, perdiendo frente a Ivanchuk después de derrotar a Olivier Touzane, Peter Heine Nielsen, Vladislav Tkachiev, Dreev y Shirov en las rondas anteriores. Al final Ponomariov obtuvo el título.

### Campeonato Mundial de Ajedrez 2004 (FIDE)
Anand no compitió en el Campeonato Mundial de Ajedrez 2004 (FIDE).

### Campeonato Mundial de Ajedrez 2005 (FIDE)
En el Campeonato Mundial de Ajedrez 2005 (FIDE), celebrado en San Luis (Argentina), los contrincantes fueron Kasimdzhanov, Adams, Lékó, Anand, Topalov, Morozévich, Svidler y Polgar. Anand terminó empatado en el segundo lugar con Peter Svidler con 8,5 puntos de un total de 14 partidos, a 1,5 puntos del ganador, Veselin Topalov.

### Campeonato Mundial de Ajedrez 2007, campeón mundial
Sobre la base de sus resultados en San Luis, Anand se sembró directamente en el Campeonato Mundial de Ajedrez 2007 en Ciudad de México, un torneo de 8 participantes -Krámnik (por entonces Campeón mundial), Anand, Svidler, Morozévich, Aronian, Lékó, Gélfand y Grishchuk- a doble vuelta, el cual ganó con 9 puntos de 14 puntos posibles, a un punto de ventaja sobre Vladímir Krámnik y Boris Gelfand.
Se proclama Campeón a partir del 29 de septiembre de 2007, por lo tanto, sucedió a Kramnik como el poseedor del título del Campeonato del Mundo unificado y se convierte en el decimoquinto Campeón mundial al imponerse en el Campeonato Mundial de Ajedrez 2007 en México D.F.

### Campeonato Mundial de Ajedrez 2008, el duelo contra Krámnik
Anand puso su título en juego frente al retador ruso Vladimir Krámnik en el Campeonato Mundial de Ajedrez 2008, un encuentro pactado a 12 partidas. Estaba programado para celebrarse entre el 14 de octubre y el 2 de noviembre de 2008 en el Palacio Federal de Arte y Exposiciones en Bonn, (Alemania). Sin embargo, el encuentro terminó el día 29 de octubre con el triunfo de Anand por 6,5 a 4,5 (+3 -1 =7), reteniendo exitosamente su corona. El premio de 1,5 millones de euros (que incluía impuestos y un porcentaje para la Fide) fue repartido en partes iguales como estaba estipulado en las bases. El encuentro usó el control de tiempo clásico: 120 minutos para las primeras 40 jugadas, 60 minutos para las siguientes 20 y luego 15 minutos para el terminar la partida. A partir del movimiento 61 había un incremento de 30 segundos.

### Campeonato Mundial de Ajedrez 2010, el duelo contra Topalov
Anand defendió con éxito su título en el Campeonato Mundial de Ajedrez 2010 al vencer en Sofía (Bulgaria) por 6,5 a 5,5 al retador Topalov después de ganar el 12.º y último juego clásico programado para el partido. El 11 de mayo de 2010 revalida su título de Campeón mundial.

### Campeonato Mundial de Ajedrez 2012, el duelo contra Gelfand
En mayo de 2012 se enfrentó a Boris Gelfand, ganador del World Championship Candidates (2011), para defender nuevamente su título de Campeón Mundial. Ganó el Campeonato Mundial de Ajedrez Anand-Gelfand (2012) por 2,5 a 1,5 (+1 =3 -0) en el desempate a juego rápido después de empatar los juegos clásicos 6 a 6 (+1 -1 =10).

### Campeonato Mundial de Ajedrez 2013, derrota ante Carlsen
El 9 de noviembre de 2013 arrancó una nueva defensa del título, esta vez ante el noruego Magnus Carlsen en la ciudad india de Chennai. Aunque el duelo estaba previsto a 12 partidas, el aspirante se alzó con el título al final de la décima, invicto, por 6,5 a 3,5 (+3 -0 =7).

## Torneos
Anand es el único jugador que ha ganado el super torneo de Wijk aan Zee (Corus 1989-2010) cinco veces. Él es el primer jugador que ha logrado victorias en cada uno de los tres grandes supertorneos de ajedrez:  Corus/Wijk aan Zee (1989, 1998, 2003, 2004, 2006), Linares (1998, 2007, 2008) y Dortmund (1996, 2000, 2004).
Uno de los primeros éxitos importantes de Anand en torneos internacionales que le llevó a la atención internacional fue su empate en el primer lugar en el Sakthi Finance International Grandmasters Chess Tournament en 1987, lo que le permitió ganar su tercera norma de GM, y, por lo tanto, convertirse en el gran maestro más joven del mundo en ese momento.
En 1989 compitió en el 4 º Festival Internacional de Juegos en Francia, 2.º en la colocación en los Veteranos vs Torneo Juvenil, a pesar de que fue primero en la categoría juvenil. Durante ese evento derrotó a los excampeones del mundo Mijaíl Tal y Boris Spassky en sus encuentros individuales.
En 1990 ganó el Festival de Ajedrez 1990 de Mánchester y fue primero en el 1990 Triveni Super Grandmasters Tournament en Nueva Delhi.
En 1992 Anand fue primero en el Torneo de Ajedrez de Reggio Emilia (categoría 18) por delante de Kasparov y Karpov, el torneo más fuerte que se celebra hasta este momento. También en 1992 ganó el Torneo Abierto Internacional de Goodrich en Calcuta y ganó el torneo Memorial Alekhine en Moscú (categoría 18) por delante de Karpov. Esto elevó su rating a 2700, siendo la octava persona en llegar a esa marca.
En 1994 ganó el PCA Gran Prix en Moscú por delante de Kasparov.
Grandes éxitos siguieron rápidamente en 1996, cuando terminó segundo en el súper torneo de Las Palmas y en el Torneo Magistral de León.
A ello siguió, en 1997, victorias en el torneo de Dos Hermanes (categoría 19), el Torneo de Ajedrez Invesbanka en Belgrado, el Torneo Clásico de Credit Suisse en Biel, y el segundo lugar en Dortmund.
En 1998 ganó (promedio de 2752) el Torneo de Linares (categoría 21), así como en Madrid y en el Torneo de Ajedrez Internacional Fontys-Tilburg.
En 1999 volvió a ganar en Wijk aan Zee.
En 2000 fue subcampeón en Linares, ganó en León (superando a Shirov 1,5 a 0,5) y en Dortmund, y también en la Copa del Mundo 2000 de la FIDE en Shenyeng, derrotando a Evgeny Bareev 1,5 a 0,5 en la final. Él defendió con éxito su título en la Copa del Mundo en 2002 en Hyderabad.
En 2001 Anand terminó primero en el segundo Torneo Torneo Magistral Ciudad de México, un punto de ventaja por delante de Nigel Short, Khalifman y Hernández.
En 2002 ganó el Trofeo Mundial de Ajedrez en Eurotel Praga, derrotando a Jan Timman (2-0), Khalifman (2-0), Sokolov (1,5 a 0,5), Ivanchuk (2.5 a 1.5) y Karpov (1,5-0,5) en la final.
Ganó Corus en 2003 y 2004, y se llevó Dortmund en 2004.
En la primavera de 2006, después de un récord que se extiende a una quinta victoria en Corus de Wijk aan Zee (2006), Anand se convirtió en el cuarto jugador en romper la marca de los 2800 puntos Elo en el rating de la FIDE, después de Kasparov, Vladímir Krámnik y Veselin Topalov.

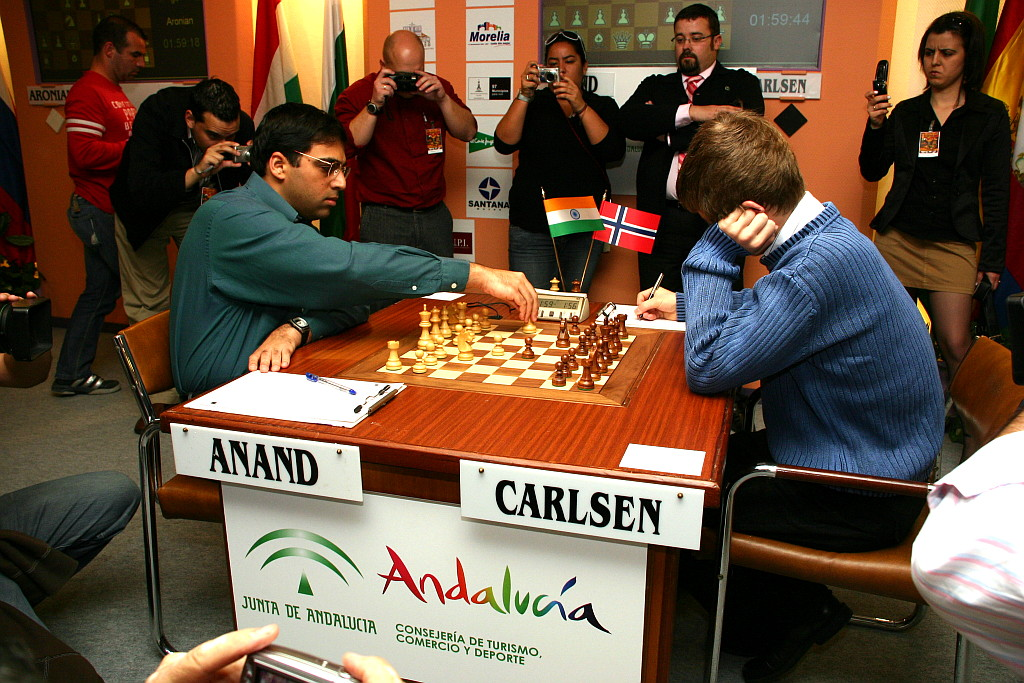
Viswanathan Anand vs. Magnus Carlsen durante la 10.ª ronda del XXIV Torneo Intercontinental de Ajedrez Linares - Morelia 2007 el 4 de marzo de 2007.

En el Torneo Corus de ajedrez de 2007 en los Países Bajos, quedó clasificado quinto, logrando 7,5 puntos de 13 posibles, con 4 victorias, 7 tablas y 2 derrotas. En marzo de 2007, el Torneo Internacional de Ajedrez Ciudad de Linares fue ganado por Anand con 8.5 puntos en 14 partidas (+4 =9 -1). En marzo de 2007, Anand fue segundo tras el campeón Krámnik en el prestigioso Torneo Melody Amber de ajedrez en Mónaco, con 13.5 puntos. Consiguiendo 8.5 de 11 puntos en las partidas rápidas, demostrando así su gran talento y velocidad de juego a este ritmo. Pocos meses después de haber ganado el Campeonato del Mundo en 2007, ganó el Morelia-Linares 2008 (categoría 21) con 8,5 puntos, ganando en Linares por tercera vez en su carrera.

## Olimpiadas
Anand jugó como cuarto tablero para la India en 1984, y como primer tablero en 1986, 1988, 1990, 1992, 2004 y 2006, ganando una medalla de plata como primer tablero en el año 2004.

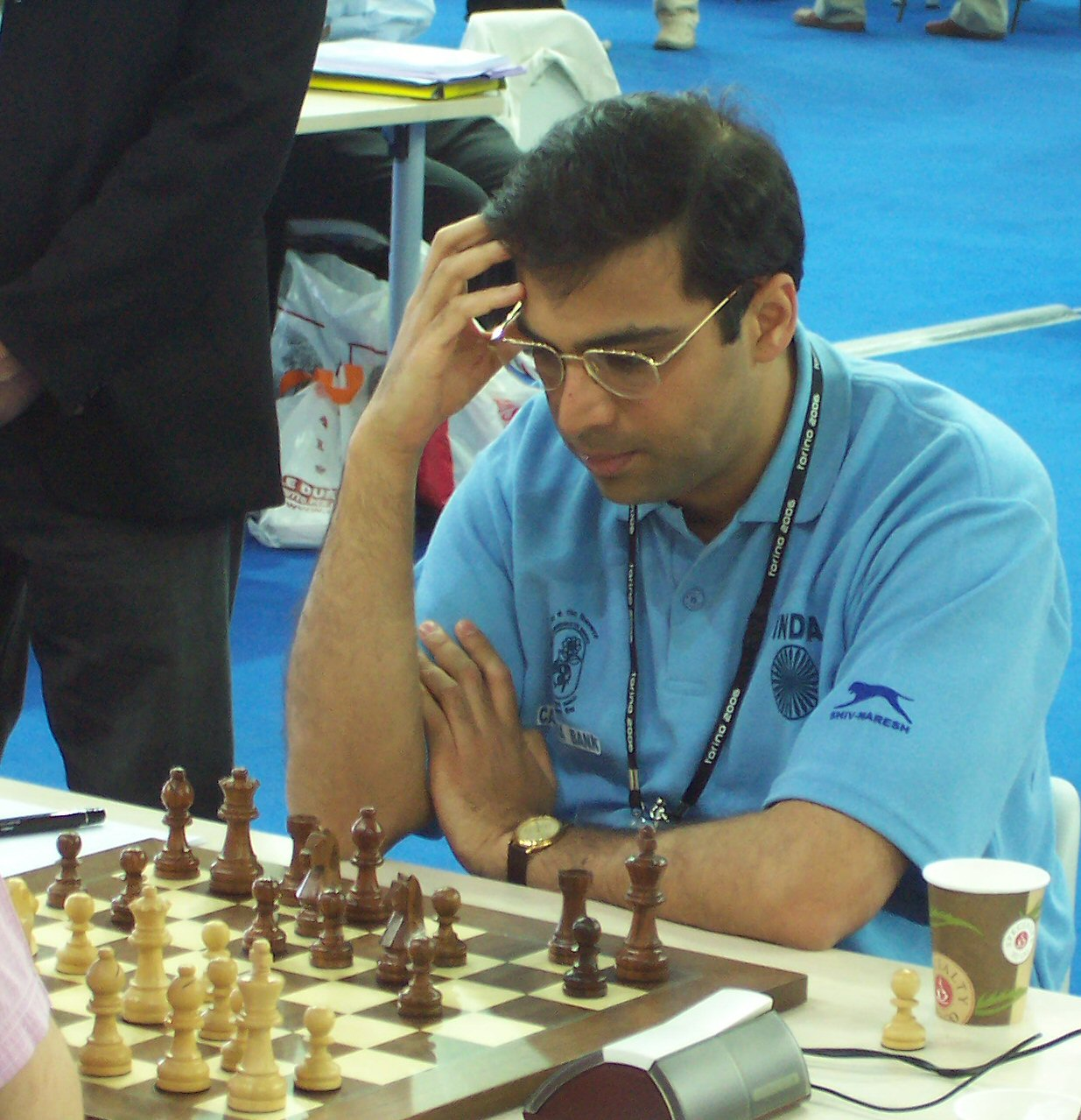
Anand en la Olimpiada de Turín, 2006.

## Matches
En 1992 Anand derrotó al entonces número 3 Vassily Ivanchuk por 5 a 3 en un partido celebrado en Linares.
En 1997 jugó una simultánea de exhibición contra 6 computadoras en el evento de ajedrez Aegon Hombre Vs. Computadoras, ganando 4-2.
En el año 1998 en Fráncfort, venció al entonces campeón mundial de ajedrez por computadoras categoría abierta, Fritz 5, por 1,5 a 0,5.
En 1999, en el Torneo Magistral de Ajedrez en León, venció a Karpov por 5 a 1.
Él ganó el 2001 el "Duelo de Campeones" derrotando a Kramnik por 6,5 a 5,5 en un partido de juego rápido.
En 2009 derrotó a Leko por 5 a 3 en el Leko-Anand Rapid Match (2009).
En junio de 2011 ganó el rápido XXIV Magistral de Ajedrez Ciudad de León (2011) por 4,5 a 1,5 (+3 -0 =3).

## Equipos
En 1986 ganó una medalla de plata como mejor tablero en el Campeonato por Equipos de Asia.
Marcó 7/7 en el Campeonato de Ajedrez por Equipos Asiático 1989, por lo que se ganó el premio de mejor primer tablero, así como el mejor rendimiento individual del torneo.
Él ha jugado en la Bundesliga, los campeonatos por equipos franceses y húngaros, y la Copa de Clubes Europeos.
En 2009 encabezó el resto del mundo desde el tablero 1 a una decisiva victoria por 21,5 a 10,5 en el evento Azerbaiyán vs el Mundo (2009).

## Ajedrez rápido
Anand siempre ha sido famoso por la rapidez de su cálculo y movimientos. Sus primeros juegos clásicos se jugaron a menudo para cerrarlos a la velocidad blitz, y esta proeza le ha sido muy útil para que pueda ser considerado quizás el jugador más grande de ajedrez blitz y ajedrez rápido de todos los tiempos. Su destreza en el ajedrez rápido le ha valido el apodo de "The Kid Lightning".
El Chess Classic de Maguncia, esencialmente el campeonato mundial de ajedrez rápido anual abierto, que había comenzado en 1994 y terminó en el año 2010, se había convertido en propiedad personal de Anand, dado que él lo ganó 11 veces de las 17 veces que había sido disputado, entre ellos nueve victorias consecutivas de 2000 hasta 2008. Además, ha ganado el anual overall Amber Blindfold y los Campeonatos de Ajedrez Rápido en 1994, 1997, 2003, 2005 y 2006, el Amber Rapid 7 veces, y él fue el único jugador en ganar las secciones a la ciega y rápida del torneo Amber en el mismo año (dos veces: en 1997 y 2005). Otras secuencias importantes fueron los seis triunfos consecutivos en Córcega desde 1999 hasta 2005, y siete victorias en León en 1999, 2000, 2001, 2002, Ciudad de León XVIII (2005), XIX Ciudad de León (2006) y 2007. Otras victorias incluyen el 1996 Credit Swiss Rapid Chess Grand Prix en Ginebra, donde derrotó a Garry Kasparov en la final; en Wydra en Haifa en 1999 y 2000; el 2000 Plus GSM World Blitz Chess Cup en Varsovia, donde ganó con 17,5 puntos en 22 partidos, derrotando a Karpov, Gelfand y Svidler; el 2000 Fujitsu Siemens Giants Chess (Rapid) en Fráncfort; y el 2006 Mijaíl Tal Memorial Blitz Tournament en Moscú con 23/34, que involucró ganar 11 de los 17 mini-matches, para reclamar el torneo más fuerte de Blitz en la historia del juego, superando a su sucesor en la corona del ajedrez rápido, Aronian, con un margen de 2 puntos. También es el campeón del Mundo FIDE 2003 de ajedrez rápido, en virtud de ganar el Cap D'Agde FRA (2003) por delante de los otros 12 mejores jugadores del mundo, con la única ausencia de Garry Kaspárov. Anand se proclamó subcampeón de mundo blitz, tras el ganador Carlsen en la final, celebrada en Moscú del 16 al 18 de noviembre de 2009; participaron 22 jugadores, jugando 42 partidas cada uno, siendo liga a doble vuelta, a un tiempo de 3 minutos + 2 segundos por cada jugada; la clasificación quedó así: 1.º Carlsen 31 puntos, 2.º Anand 28 puntos, 3.º Kariakin 25 puntos, 4.º Kramnik 24.5 puntos. El 27 de marzo de 2011 en Taskent, en Uzbekistán, Anand derrotó a Rustam Kasimdzhanov en un partido de juego rápido por 3,5 a 0,5; y en septiembre de 2011 ganó el Botvinnik Memorial Rapid (2011) por delante de Aronian, Kramnik y Carlsen con 4,5/6 (+3 =3 -0). En octubre de 2011 derrotó a Shakhriyar Mamedyarov por 2 a 0 en la final para ganar el Corsica Masters Knockout (2011).

## Premios
Anand ha ganado el Oscar de Ajedrez en 6 ocasiones: 1997, 1998, 2003, 2004, 2007 y 2008.
Ha recibido muchos otros premios nacionales e internacionales, incluyendo en 1985 el Premio Arjuna al deportista indio destacado en el ajedrez, en el año 1991-1992 el inaugural Rajiv Gandhi Khel Ratna Award, el más alto honor deportivo de la India, en 1998 el Premio "Libro del Año" de la Federación Británica de Ajedrez por su libro "Mis Mejores Juegos de Ajedrez", en el año 2000 el Padma Bhushan, en 1998 el Sportstar Millennium Award de la principal revista de deportes de la India por ser el deportista del milenio.
En 2007 fue galardonado con el segundo más alto galardón civil de la India, el Padma Vibhushan, convirtiéndose en el primer deportista en recibir el premio en la historia de la India, y en 2011 recibió el "Global Strategist Award" de la National Association of Software and Services Companies (NASSCOM) por el dominio de todos los formatos de los Campeonatos Mundiales de Ajedrez.
En 2014, marzo ganó invicto el Torneo de Candidatos obteniendo así el derecho de retar al actual campeón, el noruego Magnus Carlsen, en noviembre del corriente.